# Saransk
Saransk (rusky Сара́нск, erzjansky a mokšansky Саранск Ош) je hlavní město Mordvinska. Žije zde přibližně 311 tisíc obyvatel, převážně Rusů. Ve městě je univerzita a výzkumný ústav mordvinské kultury. Saransk byl založen v roce 1641 jako pevnost.
Na zdejší univerzitě delší čas působil literární vědec Michail Michajlovič Bachtin.

## Průmysl
Mordvinsko dosáhlo poměrně vysoké míry industrializace a na jeho území je mnoho přehrad s hydroelektrárnami. Z průmyslu převažuje strojírenský, elektrotechnický, farmaceutický, gumárenský a potravinářský.

## Sport
- FK Mordovija Saransk – fotbalový klub